# Malgobek
Malgobek (rusky Малгобек, ingušsky МагӀалбике) je město v Ingušsku v Ruské federaci. Při sčítání lidu v roce 2010 měl přes jednatřicet tisíc obyvatel.

## Poloha a doprava
Malgobek leží na severním okraji Velkého Kavkazu přibližně čtyřicet kilometrů severně od Magasu, hlavního města Ingušska. Nejbližší železniční stanice je vzdálena přibližně pětatřicet kilometrů severně od Malgobeku a jedná se o stanici v Mozdoku v Severní Osetii-Alanii.

## Dějiny
Malgobek byl založen v roce 1935 jako sídlo dělníků v souvislosti s objevením nedalekých ložisek ropy.
Městem je Malgobek od roku 1939.
Za druhé světové války v rámci bitvy o Kavkaz město 12. září 1942 obsadily jednotky německé armády a jednotky Rudé armády jej dobyly zpět 3. ledna 1943.